# مورين كويش
مورين كويش (بالإنجليزية: Maureen Koech)‏، هي مُمثلة ومُغنية وكاتبة كلمات كينية. عُرفت مورين أكثر بعد مُشاركتها في مُسلسل «الأكاذيب التي تلزم» (بالإنجليزية: Lies that Bind)‏.

## أعمالها

### المُسلسلات
| السنة     | عُنوان المُسلسل بالعربية | العُنوان الأصلي للمُسلسل | الدور    | مراجع |
| --------- | ---------------------- | ---------------------- | -------- | --- |
| 2010      |                        | Changing Times         | Shiks    | 10 حلقات                                                                                                  |
| 2011-2014 | الأكاذيب التي تلزم     | Lies that Bind         | باتريسيا | ظهور مُنتظم - فازت بجائزة أفضل مُمثلة في دور مُساعد في دراما في إطار حفل توزيع جوائز أفريقيا ماجيك للمشاهدين |
| 2014      |                        | Sticking Ribbons       |          | فيلم قصير                                                                                                 |

## روابط خارجية
مورين كويش على موقع IMDb (الإنجليزية)